# Piotr Jabłkowski
Piotr Krzysztof Jabłkowski (* 10. März 1958 in Opole) ist ein ehemaliger polnischer Degenfechter.

## Erfolge
1978 gewann Piotr Jabłkowski Bronze bei den Junioren-Weltmeisterschaften in Madrid. 1980 wurde er polnischer Vizemeister. Im gleichen Jahr nahm er an den Olympischen Spielen 1980 in Moskau teil, bei denen er im Mannschaftswettbewerb das Finale erreichte, das die polnische Equipe gegen Frankreich mit 4:8 verlor. Gemeinsam mit Ludomir Chronowski, Andrzej Lis, Leszek Swornowski und Mariusz Strzałka erhielt Jabłkowski so die Silbermedaille. Die Einzelkonkurrenz schloss er auf Rang 22 ab.